# 光源 (アルバム)
『光源』（こうげん）は、Base Ball Bearのメジャー7枚目のフルアルバム。

## 解説
- ベストアルバム『増補改訂完全版「バンドBのベスト」』から約7か月ぶりのリリース。オリジナルアルバムとしては2015年11月11日リリースの『C2』以来約1年5ヶ月ぶりである。
- バンドとしては、湯浅将平が脱退し3人体制となってから初のオリジナルアルバムおよび音源となった。
- 先行シングルのリリースはなく、すべて未音源化楽曲で構成されたアルバムである。
- 本作は2006年から12年所属してきた(東芝EMI→EMIミュージック・ジャパン→)EMI Recordsからリリースされた最後の作品となる。このあとバンドは2018年にビクターエンタテインメントへ移籍。同時に、プライベートレーベル・DGP RECORDSが設立され、次作以降は同レーベルより作品がリリースされている。
- 初回限定盤は、「COUNTDOWN JAPAN 16/17" at GALAXY STAGE 2016.12.31 ＆ Tour「バンドBのすべて 2016-2017」ドキュメント」と題したDVDが付属。
- オフィシャルモバイルサイト「ベボ部」会員限定の予約受付で、オリジナル特典の〈「光源」クリアファイル〉がプレゼントされた。
- ツアー「バンドBのすべて 2016-2017」のファイナル2公演での会場限定予約特典として〈アーティスト写真ポスター（B2サイズ）〉がプレゼントされた。
- CDに「プレイパス」のサービスを受けるためのコードが封入していた。初回生産限定盤に封入されるDVDの内容を含め、スマートフォンで全曲がダウンロードできた。
- オリコンチャートの2017年4月24日付週間CDアルバムランキングでは、6,408枚を売り上げ7位にランクインした。

## 収録曲
- 全作詞・作曲・編曲：小出祐介／共同プロデュース：玉井健二（agehasprings）

1. すべては君のせいで [04:23]
  - プログラミング：山崎佳祐（onetrap）
  - ミュージックビデオが存在する。監督は山田智和[6]。東京・靖国通り沿いにて、ハイライダーと呼ばれる高所作業車を2台設置して撮影され、女優の本田翼とメンバーが出演[7]している。なお本田がBase Ball Bearの楽曲のMVに出演するのは「short hair」、「PERFECT BLUE」に続いて3度目である。
2. 逆バタフライ・エフェクト [04:10]
  - 歌詞が完成していない段階から、2016年11月からのツアー「バンドBのすべて 2016-2017」や、2016年年末のライブイベントではすでに披露されていた楽曲。
3. Low way [04:21]
  - プログラミング：横山裕章（agehasprings）
  - 今作の中で最初に形作った楽曲。サビのメロディは前作『C2』の時点で存在しており、他の部分を分解して完成させた[8]。
  - 前作のフルアルバム『C2』の収録曲「不思議な夜」と歌詞の内容が対になっている[9]。「不思議な夜」で描かれていた〈君〉が存在しなかった場合の世界がこの楽曲では描かれている。
4. (LIKE A)TRANSFER GIRL [04:25]
  - プログラミング：釣俊輔（agehasprings）
  - 小出は、過去の楽曲である「Transfer Girl」、「転校生」とともに同一のフレーズが登場する〈三部作〉としている[10]。
5. 寛解 [04:19]
  - プログラミング：南田健吾（onetrap）
  - コーラス部分は関根が考案したものが採用されている[10]。
6. SHINE [04:09]
  - 小出は、今作においてMVをこの楽曲で制作することを提案していた[10]。
7. リアリティーズ [04:13]
  - プログラミング：釣俊輔（agehasprings）
  - 「すべては君のせいで」のMV監督を担当した山田は、今作においてミュージックビデオをこの楽曲で制作することを提案していた[10]。
  - 小出は本作のマスタリング前でこの楽曲を本作の収録曲から外すことを提案したが、堀之内がそれを止めたため、予定通り収録されることとなった[11]。
8. Darling [04:42]
  - 仮の歌詞の段階では2番が存在しており、説明が強いとの小出の判断により省略され1番の繰り返しに変更された[10]。

### 初回限定盤DVD
- Tour「バンドBのすべて 2016-2017」ドキュメント
  - サポートギターに弓木英梨乃を迎えて開催されたツアー「バンドBのすべて 2016-2017」のドキュメント映像。
- COUNTDOWN JAPAN 16/17" at GALAXY STAGE 2016.12.31
  - サポートギターに弓木英梨乃を迎えて2016年12月31日に出演した"COUNTDOWN JAPAN 16/17"GALAXY STAGEでのライブ映像から以下の4曲が収録されている。
    1. BREEEEZE GIRL
    2. 祭りのあと
    3. yoakemae
    4. ELECTRIC SUMMER

### アナログ盤
- 前作『C2』に続き、受注生産限定盤として発売。LP1枚組。
- CD盤同様、オフィシャルモバイルサイト「ベボ部」会員限定の予約受付で、オリジナル特典の〈「光源」クリアファイル〉がプレゼントされた。

Side A
1. すべては君のせいで
2. 逆バタフライ・エフェクト
3. Low way
4. (LIKE A)TRANSFER GIRL

Side B
1. 寛解
2. SHINE
3. リアリティーズ
4. Darling